# Espita (kommun)
Espita är en kommun i Mexiko.   Den ligger i delstaten Yucatán, i den östra delen av landet, 1 100 km öster om huvudstaden Mexico City. Antalet invånare är 14 432. Arean är 497 kvadratkilometer.
Terrängen i Espita är mycket platt.
Följande samhällen finns i Espita:
- Espita
- Nacuche
- Holcá
- Tuzik